# Parafia Narodzenia Najświętszej Maryi Panny w Gwoździanach
Parafia Narodzenia Najświętszej Maryi Panny w Gwoździanach – parafia rzymskokatolicka, znajdująca się w diecezji opolskiej, w dekanacie Dobrodzień.